# White Fox
A White Fox Co., Ltd. (株式会社 WHITE FOX; Kabusikigaisa Hovaito Fokkuszu; Hepburn: Kabushikigaisha Howaito Fokkusu) japán animestúdió, amelyet 2007 áprilisában alapított Ivasza Gaku. A stúdió munkatársai az OLM, Inc.-ből váltak ki. Székhelye Szuginamiban, Tokióban található.

## Munkái

### Televíziós animesorozatok
- Tears to Tiara (2009)[2]
- Katanagatari (2010)[3]
- Steins;Gate (2011)[3][4][5]
- Jormungand (2012)[6]
- Jormungand: Perfect Order (2012)[6]
- Hataraku maó-szama! (2013)[3]
- SoniAni: Super Sonico The Animation (2014)[3]
- Gocsúmon va uszagi deszu ka? (2014)
- Akame ga Kill! (2014)[5]
- Utavarerumono: Icuvari no kamen (2015–2016)
- Gocsúmon va uszagi deszu ka?? (2015; koprodukcióban a Kinema Citrus-szal)
- Re:Zero − Kara hadzsimeru iszekai szeikacu (2016)[5]
- Szósin sódzso Matoi (2016)
- Zero kara hadzsimeru mahó no so (2017)
- Sódzso súmacu rjokó (2017)
- Steins;Gate 0 (2018)
- Arifureta sokugjó de szekai szaikjó (2019)

### Filmek
- Steins;Gate: Fuka rjóiki no déjà vu (2013)
- Peacemaker Kurogane: Omó micsi (2018)[5]
- Peacemaker Kurogane: Júmei (2018)